# Kaviar, sånglekar & tigerjakt
Kaviar, sånglekar & tigerjakt är Mora Träsks första barnalbum från 1981.

Många av låtarna har Leif Walter samlat på sig som lågstadielärare.

Albumet nyinspelades 1990.

## Låtlista
1. Honky tonk
2. Fader Abraham
3. Faster Ingeborg
4. Lilla Olle
5. Fem fina fåglar
6. Tigerjakten
7. Jag vill ha mat
8. Hänger öronen på dig ner
9. Mina fötter
10. På zoo
11. Kaviar - Cadillac
12. Bofinkens visa
13. Kalle 6 år
14. Igelkottaskinnet
15. Linda
16. Hemma på vår gård
17. Prinsessan luktfot
18. Ylle